# 魔法のクレヨン
「魔法のクレヨン」（まほうのクレヨン）は、1992年6月 - 7月、NHKの音楽番組『みんなのうた』で放送された楽曲。作詞：YU・KA・RI、作曲・編曲：大堀薫、歌：相原勇。

## 概要
描いたものが実体化する白い色のクレヨンでバースデーケーキを描いたら、黒い雲に食べられてしまったため、今度は3段式の超高速ロケットを描いてメガトンパンチで黒い雲をやっつけたとの様子を表現した楽曲である。
相原勇にとって『みんなのうた』での初めての起用となった。
同番組での放送に使用されたアニメーションは、番組常連で23回目の参加となる大井文雄が製作を担当した。